# قطب‌الدین ایبک
قطب‌الدینْ اَیبَک (درگذشته ۱۲۱۰ (میلادی)) از نخبگان تُرک‌تبارِ پادشاهِ دودمان غوریان (در افغانستان کنونی) معزالدین محمد، بود که در لاهور فرمانروایی داشت. او در سال ۱۲۰۶ میلادی به دهلی لشکر کشید و آنجا را فتح کرد و بدین ترتیب، نخستین دولت مسلمان شمال هند و «سلطنت دهلی» پایه‌گذاری شد. منار قطب و مسجد قوت‌الاسلام به دست وی ساخته شد. او و جانشینانش به ویژه ایلتُتمِش حکومتی را به مرکزیت دهلی بنیاد گذاشتند که سیصد سال به درازا کشید و بخش‌های گسترده‌ای از هند مرکزی را به زیر چتر خود گرفت.

## پیشینه
او مسئول قلمروِ غوریان در شمال هند بود و پس از مرگ محمد غوری، فرمانروای یک پادشاهی مستقل شد که به سلطنت دهلی تبدیل شد و توسط خاندان مملوک اداره می‌شد. ایبک که اهل ترکستان بود در کودکی به بردگی فروخته شد. او توسط یک قاضی در نیشاپور ایران خریداری شد و در آنجا تیراندازی با کمان و اسب‌سواری را در کنار سایر مهارت‌ها آموخت. او سپس به محمد غوری در غزنی فروخته شد و در آنجا به مقام افسر اصطبل سلطنتی رسید. 
ایبک در جریان جنگ‌های خوارزمیان و غوریان به اسارت پیشاهنگان سلطانشاه درآمد. پس از پیروزی غوریان، او آزاد شد و مورد علاقه شدید محمد غوری قرار گرفت. پس از پیروزی غوریان در نبرد دوم تاراین در سال ۱۱۹۲، محمد غوری ایبک را مسئول قلمروهای هندی خود کرد. ایبک با یورش به چندین محل در پادشاهی‌های چاهامانا، گاهاداوالا، چاولوکیا، چاندلا و دیگر پادشاهی‌ها، قدرت غوری‌ها را در شمال هند گسترش داد. هنگامی که محمد غوری در سال ۱۲۰۶ درگذشت، ایبک با تاج‌الدین یلدوز که او هم از بردگان سابق بود، برای کنترل مناطق غوری در شمال غربی هند جنگید. ایبک در این لشکرکشی تا غزنی پیش رفت، هرچند بعداً عقب‌نشینی کرد و پایتخت خود را در لاهور تأسیس کرد. غیاث الدین محمود، جانشین محمد غوری رسماً او را به عنوان حاکم هند به رسمیت شناخت، و ایبک نیز خود را به‌طور اسمی والی غیاث‌الدین قرار داد.
بعدها آرام‌شاه جانشین ایبک شد و سپس دامادش  ایلتتمش که قلمروهای غوری هند را به سلطنت قدرتمند دهلی تبدیل کرد. ایبک به دلیل ساخت قطب منار در دهلی و ادھای دن کا جھونپرا در اجمر شهرت دارد.

## نگارخانه

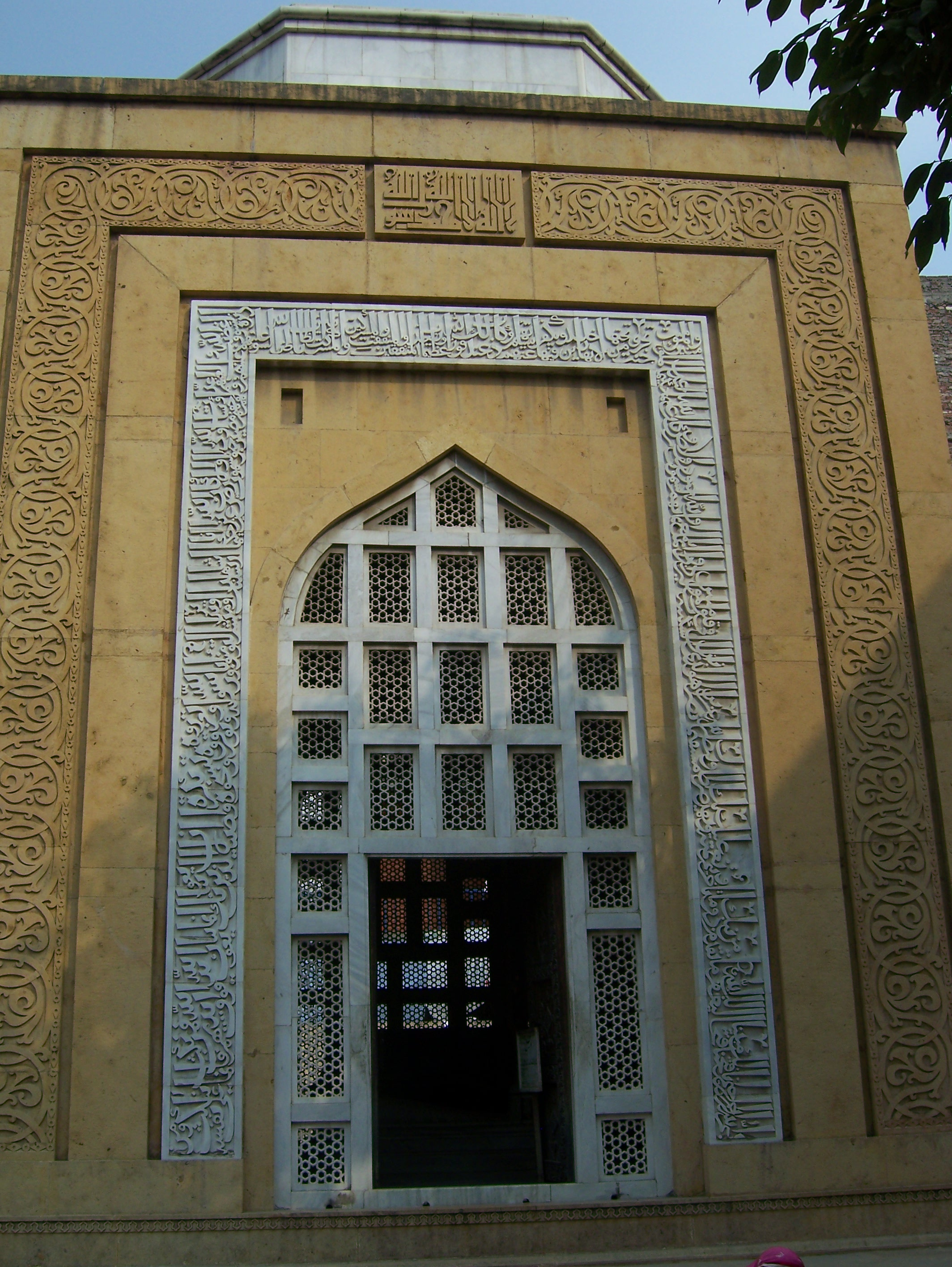
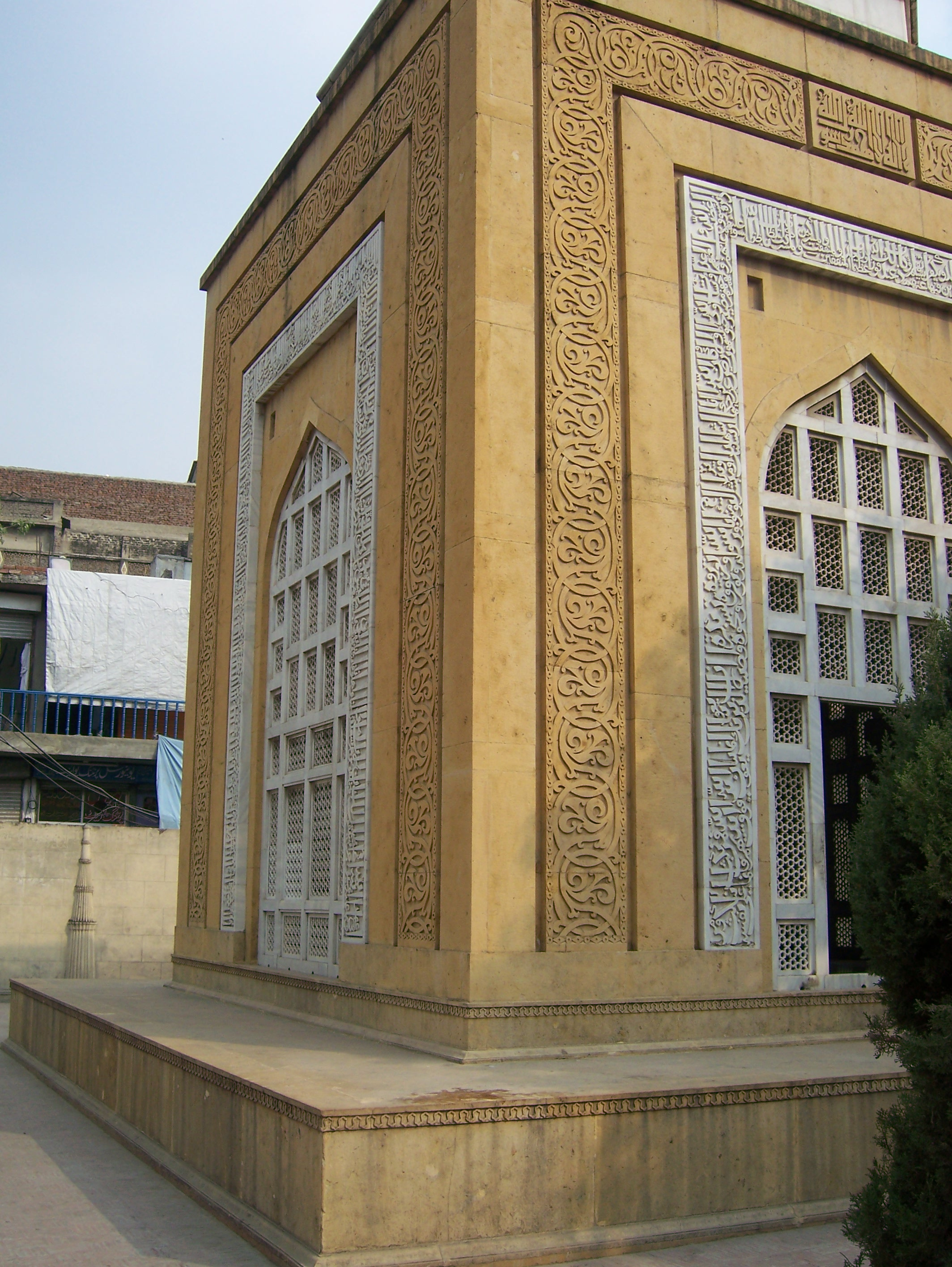
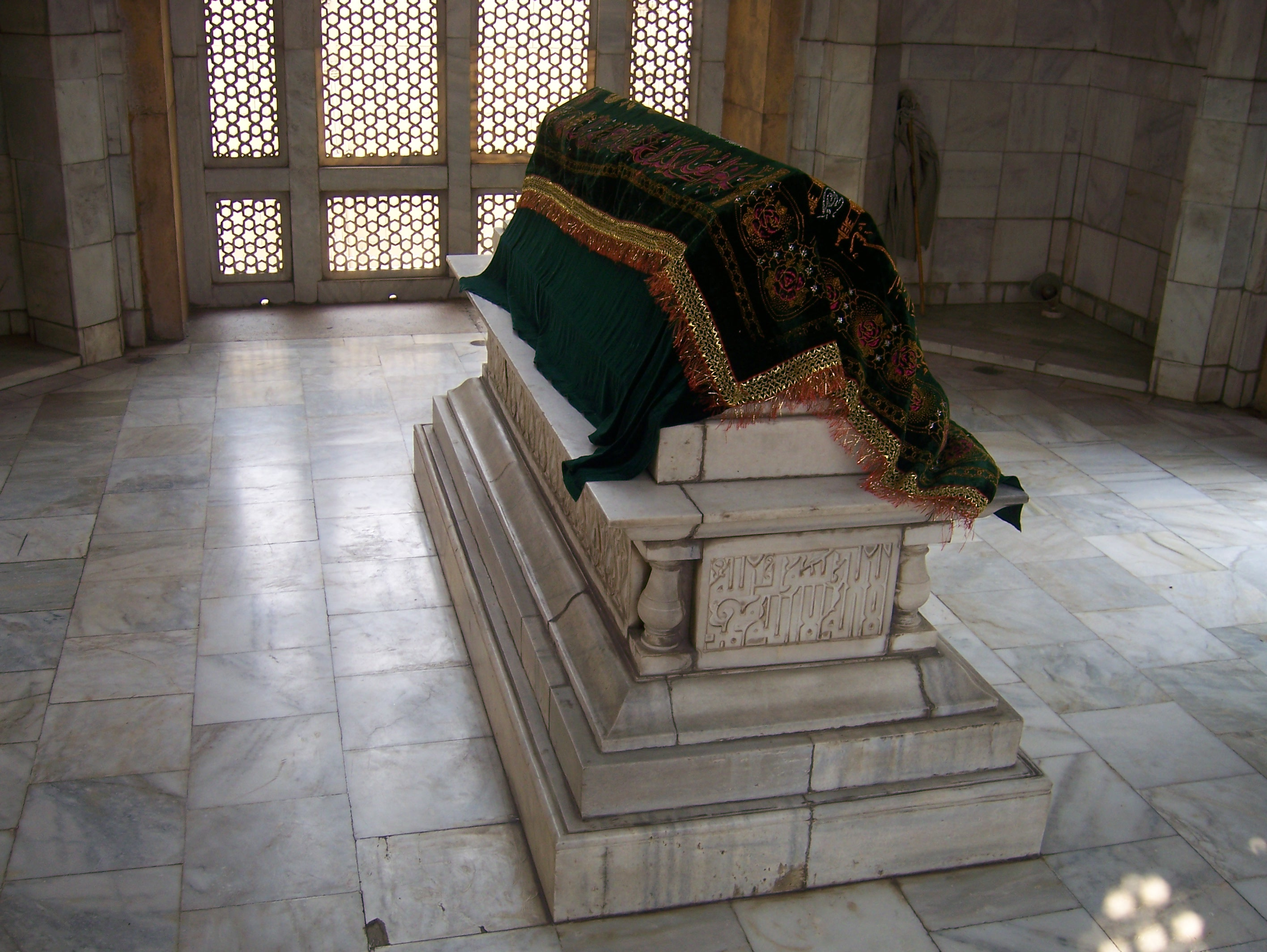
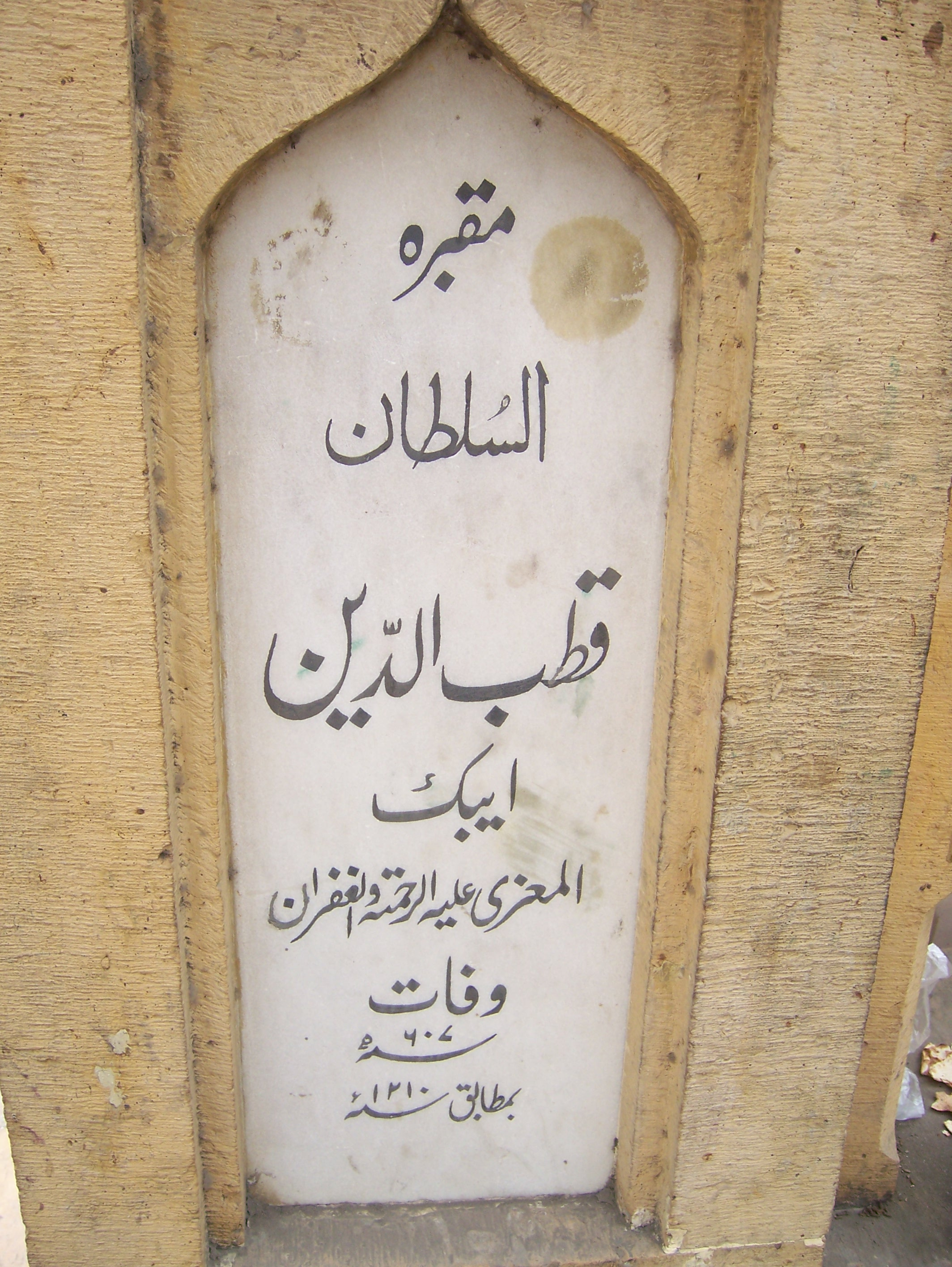
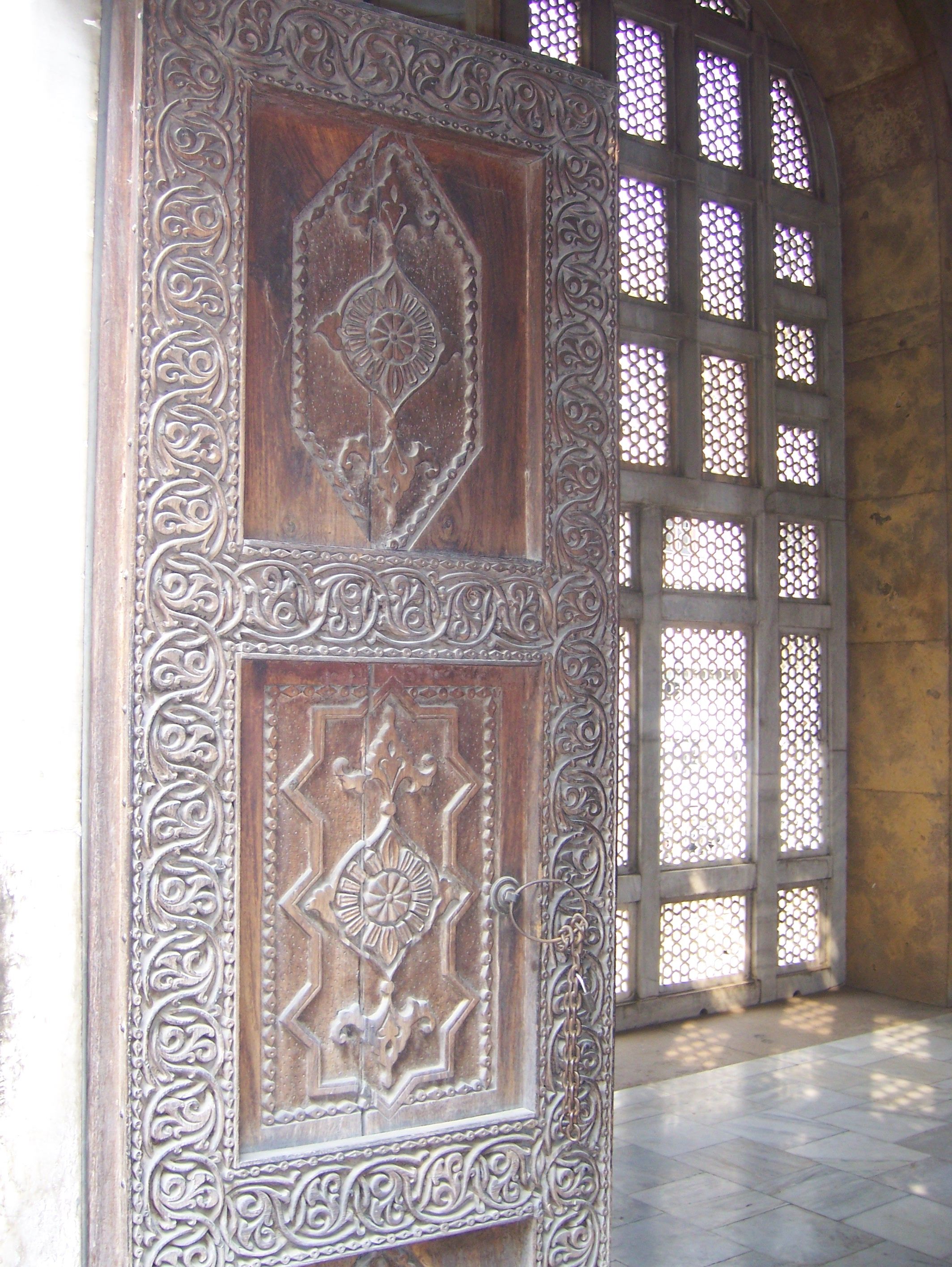